# 志賀坂峠
志賀坂峠（しがさかとうげ）は、埼玉県秩父郡小鹿野町と群馬県多野郡神流町を結ぶ峠。標高は780m。峠の頂上付近には国道299号の志賀坂トンネルが通り、トンネル内で県境となる。
またトンネル埼玉県側入口手前に金山志賀坂林道との分岐があり、そこから埼玉県秩父市中津川方面を経て長野県南佐久郡川上村へと通じる秩父市道大滝幹線17号線（旧中津川林道）へと行くことができる。

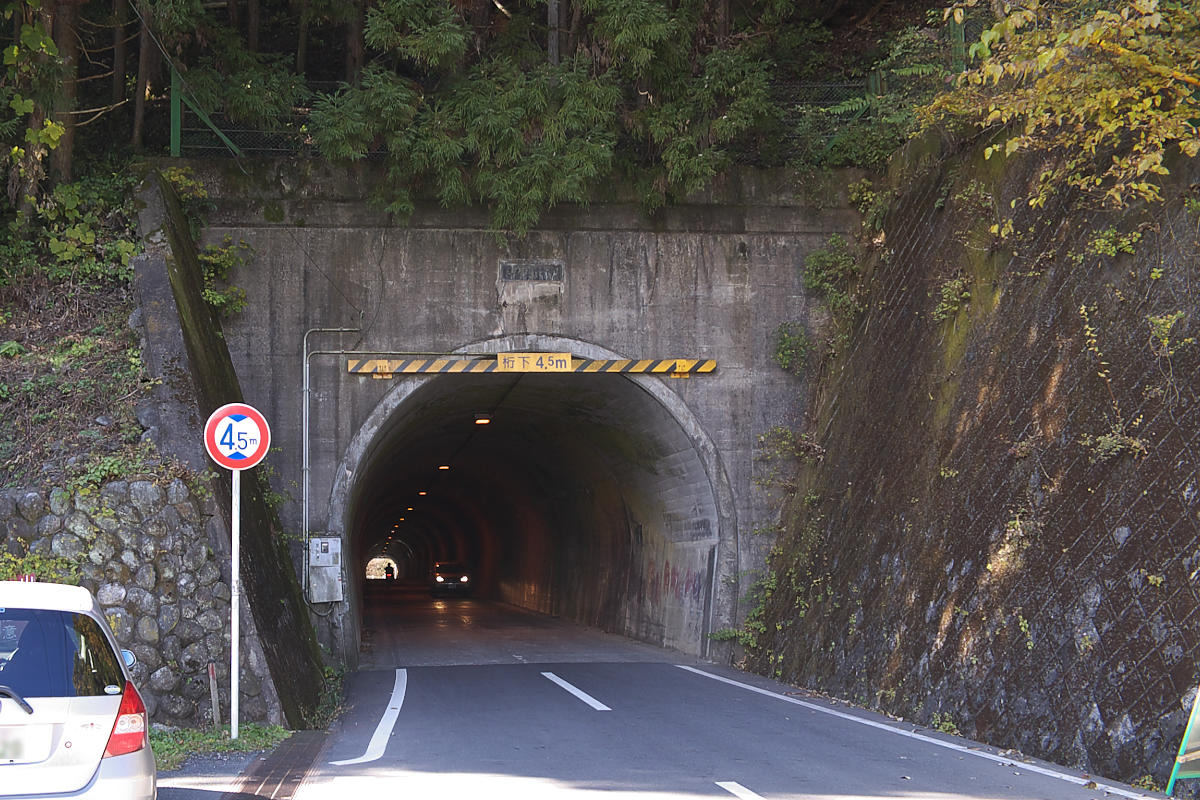
志賀坂トンネルの埼玉県側（2005年11月）
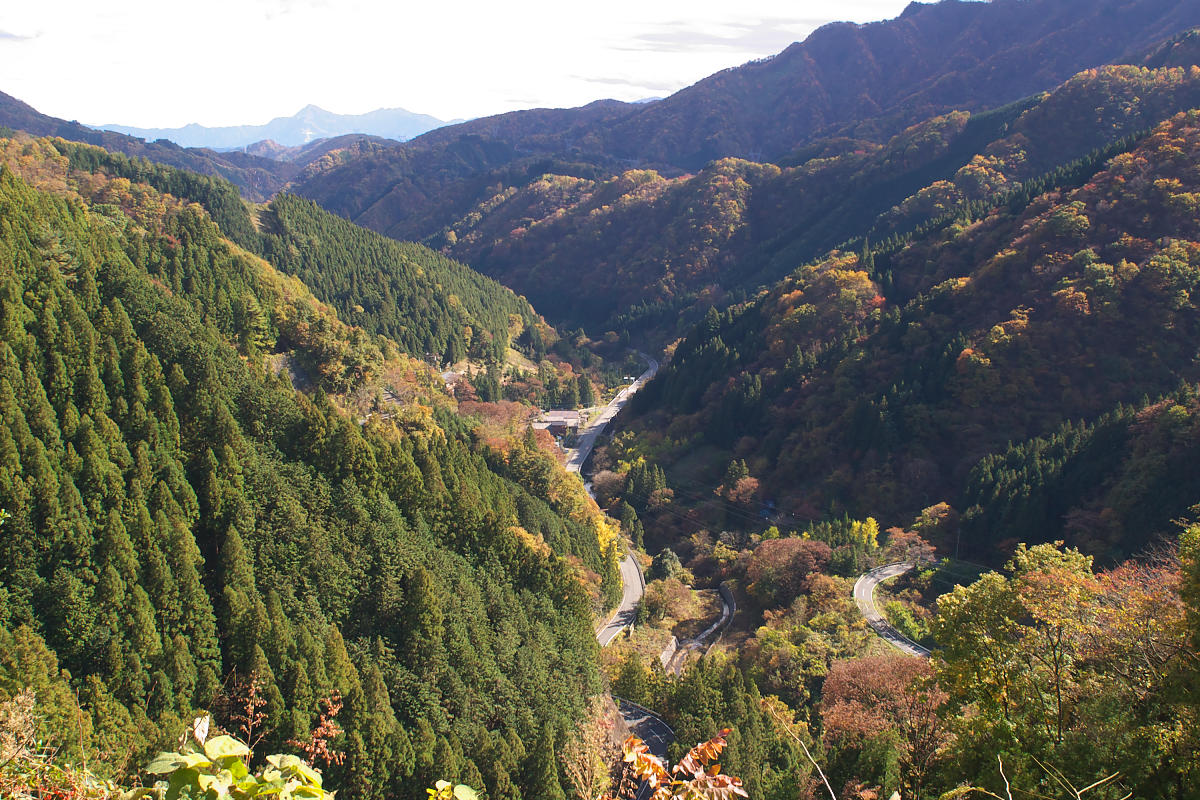
志賀坂峠より秩父方面を望む（2005年11月）
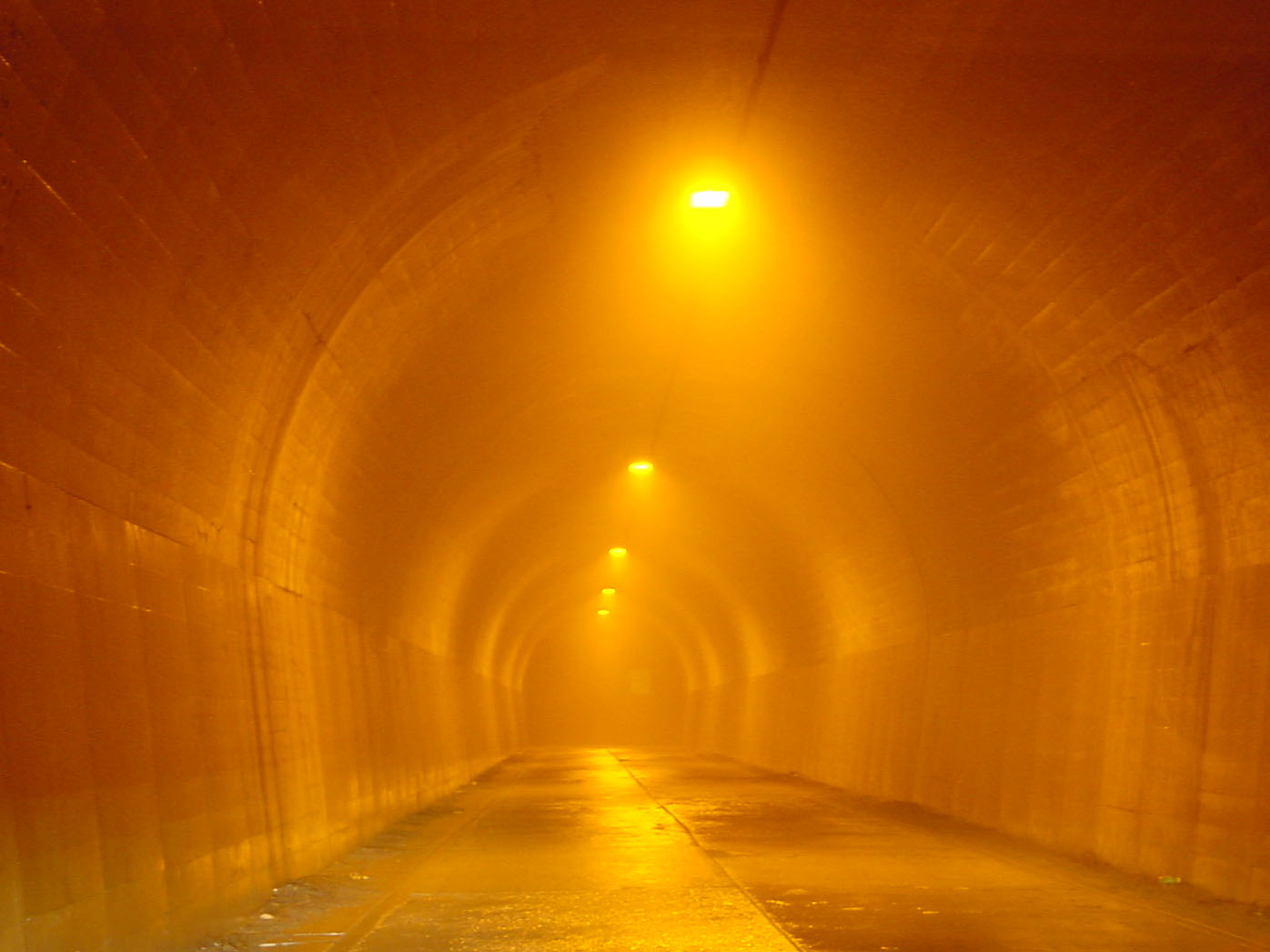
志賀坂トンネル内部（2003年7月）

## 周辺
- 二子山（標高1166mの岩峰）
- 瀬林の漣痕（せばやしのれんこん　白亜紀の海辺の波の跡と恐竜の足跡の化石）